# El niño que enloqueció de amor
El niño que enloqueció de amor es una novela corta del escritor chileno Eduardo Barrios impresa por Heraclio Fernández en Santiago en 1915. Las primeras ediciones contenían, además del texto que da título al volumen, dos cuentos: «¡Pobre feo!» y «Papá y mamá». La primera tirada se agotó en diez días y la segunda, que salió el mismo año, la ilustraba Jorge Délano e iba acompañada de poemas dedicados a la obra. «El niño que enloqueció de amor, hoy un clásico de la literatura chilena, escandalizó a la sociedad de la época», pero fue la obra que lo consagró definitivamente como escritor, señala el portal Memoria Chilena.
La novela —la primera de Barrios, Premio Nacional de Literatura 1946, que hasta ese momento había publicado un volumen de cuentos y escrito tres obras de teatro— presenta en forma de diario de vida el caso frecuente de un niño que se enamora de una mujer madura. La trama, audaz en su época, provocó una intensa polémica, pero recibió elogios de importantes autores como Gabriela Mistral, Ángel Cruchaga Santa María, Daniel de la Vega y otros que «dedicaron poemas al libro». Finalmente, reconocida como una obra indispensable en la narrativa chilena del siglo XX, ingresó a los programas de estudio del Ministerio de Educación.
El niño que enloqueció de amor en 2015 seguía compartiendo lugar en las listas de lecturas complementarias de establecimientos educacionales de Chile con modernos bestsellers, como Harry Potter o Los juegos del hambre. «Al lado de estos títulos u otros pesos pesados de la literatura universal —Kafka, Cortázar, Hesse o García Márquez—, la obra de Eduardo Barrios persiste y envejece de la mejor manera: reeditándose y releyéndose».
La editorial Origo, por medio de la promoción «Sueña Leyendo» de Copec, lanzó una edición conmemorativa del centenario de la novela en tapa dura, con ilustraciones de Marcelo Baeza y prólogo del profesor de la Universidad de Chile Cristián Montes Capó, quien destaca la «gran calidad escritural y notable factura técnica» de El niño que enloqueció de amor.

## Argumento y críticas
Esta novela breve «relata con sutileza la fascinación de un niño por una mujer adulta. Con el recurso de un diario de vida del niño, el autor logró captar de manera convincente el pequeño universo infantil trastornado por una atracción inexplicable, obsesiva, desgarrada y confusa. La obra impactó incluso a poetas como Gabriela Mistral, Ángel Cruchaga Santa María y Daniel de la Vega, que le dedicaron bellos poemas al niño enamorado.»
El libro comienza con una explicación alegórica de la persona que encontró el diario que a continuación publica. El diario propiamente tal empieza con el niño que habla de la admiración por Carlos Romeral, quien ha ido a comer a la casa del pequeño y en la mesa cuenta que lleva un diario; después le explica qué significa eso. El niño, entonces, decide que tendrá él también su diario «para decir todo lo de Angélica», la amiga de su mamá de la que está perdidamente enamorado. Esa pasión lo llevará, como lo dice el título, a enfermarse y morir.
La críticas contrarias eran principalmente de personas escandalizadas por el «contenido sexual en la vida de un niño», pero fue muy bien recibida por los poetas de entonces, como los citados Cruchaga Santa María, Gabriela Mistral, Daniel de la Vega, además de Manuel Magallanes Moure, Pedro Prado y otros que «vieron en esta suerte de poema sentimental a un familiar de sangre, por lo que no tardaron en aparecer cantos y sonetos dedicados al niño sufriente, los que incluso acompañaron la novela a partir de la segunda edición»; la Mistral se convirtió en «una de las más fervientes admiradoras» y «comenzó una larga relación epistolar con el autor al cual terminó llamando "hermano Eduardo"».
Jorge Edwards escribía en un libro un libro de ensayos publicado en 2006 que al releer esta obra de Barrios encontró «los siguientes elementos, nuevos y curiosamente antiguos, permanente si ustedes quieren: una atmósfera profundamente represiva, el hábito arraigado del disimulo, de la mentira, una situación emocional de nervios a flor de piel, de verdadero histerismo.»
Álvaro Bisama, en Cien libros chilenos (2008) —donde la novela de Barrios tiene el número 15 de su lista— habla del trauma y del desconcierto en esta obra y señala que al autor «le interesa llegar a la melancolía como una condición terminal, como una forma frustrada del deseo.»

## Película
TVN estrenó en 1998 la película homónima basada en la novela de Eduardo Barrios, dirigida por Alberto Daiber con guion de Juan Broussain e interpretaciones de Enrique Lagos (el niño), Yuyuniz Navas (Angélica), Francisca Castillo (Eugenia), Claudio Arredondo (Carlos Romeral), Francisco Pérez-Banen (Jorge) y Marés González (Alicia).